# Rakugo

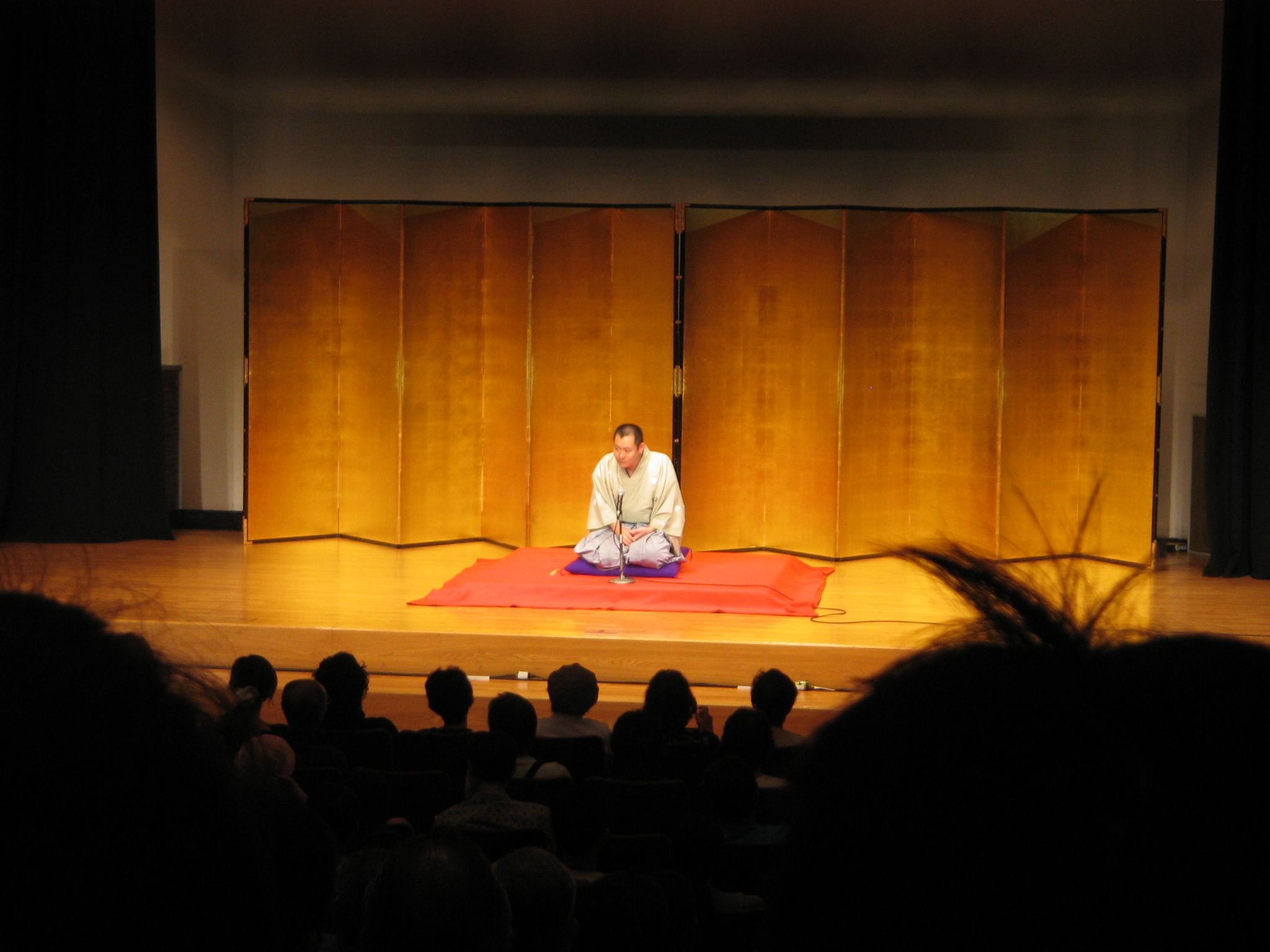
Narratore di rakugo.

Il rakugo (落語? lett. "parole cadute") è un genere teatrale giapponese. Consiste in un monologo comico in cui un narratore racconta una storia. Il rakugo-ka (hanashi-ka) indossa il kimono e siede sui talloni (nella posizione detta seiza) sopra un cuscino, con l'unico ausilio di un ventaglio di carta (扇子?, sensu) e di un lembo di tessuto (手拭い?, tenugui). Sensu e tenugui possono rappresentare vari oggetti, alcuni dei quali sono penne, sigarette, bacchette o anche portafogli.
Il teatro rakugo si chiama yose e il palcoscenico si chiama koza. Ci sono differenze tra il rakugo di Tokyo (Edo-rakugo) e quello di Ōsaka (Kamigata-rakugo) ma la caratteristica comune è l'uso del dialetto. Ci sono anche le differenze tra rakugo  classico e moderno. Il rakugo moderno si basa su opere totalmente nuove, mentre quello classico si basa sull'antica tradizione orale, che si rinnova continuamente poiché la rappresentazione cambia a seconda del rakugo-ka.
Comparso nel XVII secolo, all'inizio del periodo Edo, si caratterizza per la brevità e per la natura farsesca delle storie rappresentate.
Tra i racconti più popolari di rakugo vi sono Jugemu, Neko no sara, Shibahama, Meguro no sanma, Manjū kowai, Botan dōrō e Momotarō.